# Stuttgart German Masters
Das Stuttgart German Masters ist ein internationales Reitturnier, das seit 1985 jedes Jahr im November in der Stuttgarter Schleyer-Halle ausgetragen wird. Es gilt als das beste Hallenturnier in Deutschland und als eines der besten der Welt. Die Zuschauer bekommen mit Springen, Dressur, Fahren und Vielseitigkeit vier Pferdesport-Disziplinen zu sehen. Auch einige Schaunummern stehen auf dem Programm.

## Das Turnier
Bei der Turnierpremiere der Stuttgart German Masters im Jahr 1985 waren die Reitsportgrößen Paul Schockemöhle, Reiner Klimke, Hans Günter Winkler und Nelson Pessoa Turnierbotschafter. Auch das baden-württembergische Pferdemagazin „Reiterjournal“, rührte die Werbetrommel und warb um Reiter, Züchter und Zuschauer.
Erfolgreichste Springreiterin des Turniers war bis 2008 Meredith Michaels-Beerbaum. In den Jahren 2006, 2007 und 2008 gewann sie den Großen Preis, der seit 2002 eine offizielle Weltcup-Wertungsprüfung ist. Im 2008 entschied sie auch noch den „Master“ für sich. Dieses „Double“ gelang zuvor nur John Whitaker. Im Jahr 2009 wurde sie abgelöst, seitdem ist Ludger Beerbaum der erfolgreichste Springreiter der German Masters. Nach 1994, 2000 und 2002 siegte er 2009 zum vierten Mal im Großen Preis.
Bei den Stuttgart German Masters wurden mehrfach bekannte Athleten „im und unter dem Sattel“ aus dem Sport verabschiedet:
- Ahlerich, Dressurpferd von Reiner Klimke[1]
- Gigolo und Satchmo[2], Dressurpferde von Isabell Werth
- Milton, Springpferd von John Whitaker
- 2012: Dressurreiterin Silvia Iklé und ihr Pferd Salieri CH

Das Turnier bekam schon mehrfach Auszeichnungen, im Jahr 1998 wurden ihm vom Internationalen Club der Springreiter den Titel „weltbestes Hallen-Reitturnier“ verliehen. In den Jahren 1993, 1999 und 2001 bekam es den Titel als „weltbestes Hallen-Dressurturnier“.
In den Jahren 2020 und 2021 wurde das Turnier während der COVID-19-Pandemie nicht durchgeführt.

## Ausschreibung
Die international ausgeschriebenen Prüfungen der Stuttgart German Masters sind seit dem Jahr 2012 in der Regel als CSI 5*-W (Springreiten), CAI-W (Gespannfahren), CDI-W (Dressur, Grand Prix Kür-Tour) und CDI 4* (Dressur, Grand Prix Spécial-Tour) ausgeschrieben. Weitere internationale Bestandteile wie CVI-Masterclass (Voltigieren), CIX-Arena (Indoor-Vielseitigkeit) und CSIP PT (Pony-Springreiten) ergänzen bzw. ergänzten in einzelnen Jahren des Programm. Bis 2011 waren alle internationalen Dressurprüfungen zusammen als CDI 5* ausgeschrieben.
Daneben werden Prüfungen wie Hallenchampionat nach nationalen Reglement durchgeführt.

## Die wichtigsten Prüfungen

### Indoor Derby
Bereits am Mittwochabend veranstaltet, richtet sich das Indoor Derby an die Vielseitigkeitsreiter. Es handelte sich über die Jahre hinweg hierbei um eine national ausgeschriebene Springprüfung der Klasse M**, im Jahr 2023 wurde das Indoor Derby erstmals international ausgeschrieben. Die Prüfung unterscheidet sich von einer normalen Springprüfung dadurch, dass neben den typischen Springhindernissen aus "bunten Stangen" auch mehrere Vielseitigkeitshindernisse, so zum Beispiel das "Eulenloch" und ein Wasserdurchritt, in den Parcours integriert werden. Unter den Startern finden sich neben regionalen und deutschlandweiten Startern wie den "Lokalmatador" Michael Jung auch ausländische Erfolgsreiter wie Mary King (Silbermedaillengewinnerin bei der Europameisterschaft 2007) Clayton (7. Rang in der Einzelwertung der Olympischen Spiele 2008) und Lucinda Fredericks (Siegerin der Badminton Horse Trials 2007).
Die Prüfung wird seit dem Jahr 2002 ausgetragen. Ausgeschrieben war sie bis zum Jahr 2016 als Zeitspringprüfung. 2017 erfolgte die Ausschreibung als Drei-Phasen-Springprüfung, 2018 als Zwei-Phasen-Springprüfung. Sie war im Jahr 2023 mit 20.000 € dotiert.
Sieger:
- 2002:  Frank Ostholt mit Kiwi
- 2003:  Kathrin Krage mit Ivana
- 2004:  Elmar Lesch mit Little Lemon B
- 2005:  Michael Jung mit Candle Light
- 2006:  Tiziana Realini mit Gamour CH
- 2007:  Michael Jung mit Miss Meller TSF
- 2008:  Michael Jung mit Sam FBW
- 2009:  Michael Jung mit River of Joy
- 2010:  Michael Jung mit Vincent TSF
- 2011:  Frank Ostholt mit Air Jordan
- 2012:  Ingrid Klimke mit Hale Bob
- 2013:  Michael Jung mit Rocana
- 2014:  Michael Jung mit Rocana
- 2015:  Sidney Dufresne mit Looping de Buissy
- 2016:  Nicolas Wettstein mit Onzieme Framoni
- 2017:  Michael Jung mit Corazon
- 2018:  Ingrid Klimke mit Parmenides
- 2019:  Cathal Daniels mit Alcatraz
- 2022:  Michael Jung mit Kilcandra Ocean Power
- 2023:  Pia Schmülling mit For ever Pleasure N

### Hallenchampionat
Das Hallenchampionat, das von der BW-Bank gesponsert wird, ist eine nationale Springprüfung mit Stechen der Klasse S***. Über mehrere, über das Jahr verteilte Qualifikationsprüfungen der Klasse S** mit Stechen in Baden-Württemberg können sich regionale Reiter für das Hallenchampionat qualifizieren.
Die Prüfung wird seit dem Jahr 1986 ausgetragen. Sie wird am Donnerstagabend durchgeführt und war im Jahr 2023 mit 17.300 € dotiert.
Sieger:
- 1986:  Ewald Güss mit Sesa
- 1987:  Gustav Bauer mit Ticino
- 1988:  Miriam Wurster mit Lucky Star
- 1989:  Rudolf Arnold mit Roana
- 1990:  Ewald Güss mit Caddy
- 1991:  Jürgen Kurz mit Caesar
- 1992:  Franz Göck mit Galan
- 1993:  Manfred Marschall mit Snap Jack
- 1994:  Manfred Marschall mit Snap Jack
- 1995:  Olaf Peters mit Ut Majeur D'Auery
- 1996:  Ewald Güss mit Baghira
- 1997:  Andreas Krieg mit Prime Time
- 1998:  Christian Kuhn mit Lenaro
- 1999:  Armin Schäfer jun. mit Liberty Boy
- 2000:  Timo Beck mit Kevin
- 2001:  Kurt Maier mit Leopard
- 2002:  Timo Beck mit Kevin
- 2003:  Olaf Peters mit Araconit
- 2004:  Uwe Deyle mit Sobiepan
- 2005:  Paul Hofmann mit Florence
- 2006:  Alexander Schill mit Roxanne
- 2007:  Verena Karle mit Calimero
- 2008:  Timo Beck mit Isabell
- 2009:  Timo Beck mit Isabell
- 2010:  Timo Beck mit Millenium de Roy
- 2011:  Rossen Rajtschew mit Capoccino
- 2012:  Andy Candin mit Caruso
- 2013:  Markus Kölz mit Ares
- 2014:  Jonathan Gordon mit Emma Brown
- 2015:  Markus Kölz mit Etiche de Fribois
- 2016:  Timo Beck mit Habicht
- 2017:  Andy Witzemann mit Prinz
- 2018:  Andy Witzemann mit Cassadero
- 2019:  Marian Müller mit Coupe de Alb
- 2022:  Richard Vogel mit Accoton
- 2023:  Markus Kölz mit Dornadello

### German Master der Springreiter
Die Prüfung um den German Master der Springreiter ist die zweithöchstdotierte Prüfung der Stuttgart German Masters. Sie wird am Freitagabend ausgetragen und war 2023 mit 100.000 € dotiert. Es handelt sich hierbei um eine internationale Springprüfung mit Stechen, für die sich 12 Teilnehmer aus dem vorangegangenen internationalen Springprüfungen qualifizieren.
Der German Master der Springreiter, der von Mercedes-Benz gesponsert wird, findet seit 1987 statt.
Sieger:
- 1987:  Katharine Burdsall mit The Natural
- 1988:  John Whitaker mit Milton
- 1989:  John Whitaker mit Milton
- 1990:  Roger-Yves Bost mit Norton de Rhuys
- 1991:  Roger-Yves Bost mit Norton de Rhuys
- 1992:  John Whitaker mit Milton
- 1993:  Philippe Le Jeune mit Governor
- 1994:  Philippe Le Jeune mit Governor
- 1995:  Ludger Beerbaum mit Ratina Z
- 1996:  Ludger Beerbaum mit Priamos
- 1997:  Bert Romp mit Mr. Blue
- 1998:  Rene Tebbel mit Radiator
- 1999:  Marcus Ehning mit For Pleasure
- 2000:  Ludo Philippaerts mit Otterongo van den Kopshoeve
- 2001:  Michael Whitaker mit Handel II
- 2002:  Marcus Ehning mit For Pleasure
- 2003:  Beezie Madden mit Authentic
- 2004:  Marcus Ehning mit Anka
- 2005:  Ludger Beerbaum mit Gladdys S
- 2006:  Malin Baryard-Johnsson mit Butterfly Flip
- 2007:  Alois Pollmann-Schweckhorst mit Candy
- 2008:  Meredith Michaels-Beerbaum mit Shutterfly
- 2009:  Patrice Delaveau mit Katchina Mail
- 2010:  Meredith Michaels-Beerbaum mit Shutterfly
- 2011:  Pius Schwizer mit Verdi III
- 2012:  Christian Ahlmann mit Lorena
- 2013:  Daniel Deußer mit Evita van de Veldbalie
- 2014:  Ludger Beerbaum mit Chaman
- 2015:  Christian Ahlmann mit Colorit
- 2016:  Daniel Deußer mit Happiness van't Paradijs
- 2017:  Simone Blum mit DSP Alice
- 2018:  Pius Schwizer mit Living the Dream
- 2019:  Martin Fuchs mit Tam Tam du Valon
- 2022:  Philipp Weishaupt mit Krokant
- 2023:  Harry Charles mit Aralyn Blue

### German Master der Vierspännerfahrer
Die Prüfung um den German Master der Vierspännerfahrer findet am Samstagnachmittag statt und ist die Hauptprüfung der Vierspännerfahrer im Rahmen der Stuttgart German Masters. Zudem ist diese Prüfung seit der ersten Saison (2001/2002) Wertungsprüfung des Weltcups der Vierspännerfahrer.
Die Prüfung war 2023 mit 19.500 € dotiert und findet seit 1994 statt.
Sieger:
- 1994:  Michael Freund mit seinem Gespann
- 1995:  Michael Freund mit seinem Gespann
- 1996:  Michael Freund mit seinem Gespann
- 1997:  Michael Freund mit seinem Gespann
- 1998:  Michael Freund mit seinem Gespann
- 1999:  Michael Freund mit Babalu, Filou, Igor und Kafka
- 2000:  Michael Freund mit Babalu, Freak, Igor und Landgraf
- 2001:  Michael Freund mit seinem Gespann
- 2002:  Michael Freund mit seinem Gespann
- 2003:  Michael Freund mit Freak, Babalu, Pascal und Pit
- 2004:  Michael Freund mit seinem Gespann
- 2005:  Michael Freund mit Babalu, Freak, Igor und Pit
- 2006:  Michael Freund mit Bill, Babalu, Freak und Spitfire
- 2007:  IJsbrand Chardon mit seinem Gespann
- 2008:  József Dobrovitz mit seinem Gespann
- 2009:  Boyd Exell mit Bill, Ajax, Lucky und Spitfire
- 2010:  Boyd Exell mit Bill, Ajax, Lucky und Spitfire
- 2011:  Koos de Ronde mit Charley, Mario, Tommy und Tuck
- 2012:  Boyd Exell mit seinem Gespann
- 2013:  Daniel Schneiders mit Cabus, Costa, Jumpingjackflash xx und Twister
- 2014:  Boyd Exell mit Bajnok, Clinton Star, Conversano Poker und Ajax
- 2015:  Boyd Exell mit Bajnok, Clinton Star, Demi und Lucky
- 2016:  IJsbrand Chardon mit Casper, Feles, Inci, Maestoso X-30 Magus
- 2017:  Boyd Exell mit Bajnok, Clinton Star, Demi und Twilight
- 2018:  IJsbrand Chardon mit Casper, Feles, Kendi, Maestoso XIV-7
- 2019:  Boyd Exell mit Orias, Bajnok, Clinton Star und Demi
- 2022:  Boyd Exell mit Bajnok, Maestoso Jupiter, Mad Max und Barny
- 2023:  Boyd Exell mit Bajnok, Barny, Mad Max und Maestoso Jupiter

### Grand Prix Kür
Die Grand Prix Kür ist eine der Hauptprüfungen in der Dressur während der Stuttgart German Masters. 2023 war sie mit 50.000 € dotiert, erstmals ausgetragen wurde sie bereits beim ersten Turnier 1985. Austragungszeitpunkt der Grand Prix Kür ist der Nachmittag oder Abend am Samstag. Im Jahr 2012 war die Kür erstmals Teil der Westeuropaliga des Dressur-Weltcups, sie ersetzte das Festhallen-Reitturnier Frankfurt als Weltcupstation.
Sieger:
- 1985:  Horst Eulich mit Pablo
- 1986:  Christine Stückelberger mit Gaugin de Lully
- 1987:  Reiner Klimke mit Pascal
- 1988:  Pia Laus mit Adrett
- 1989:  Sven Rothenberger mit Andiamo
- 1990:  Nina Menkowa mit Dikson
- 1991:  Sven Rothenberger mit Ideaal
- 1992:  Monica Theodorescu mit Ganimedes
- 1993:  Klaus Balkenhol mit Goldstern
- 1994:  Karin Rehbein mit Donnerhall
- 1995:  Klaus Balkenhol mit Garcon
- 1996:  Isabell Werth mit Antony FRH
- 1997:  Isabell Werth mit Amaretto
- 1998:  Isabell Werth mit Antony FRH
- 1999:  Lars Petersen mit Cavan
- 2000:  Rudolf Zeilinger mit Livijno
- 2001:  Lars Petersen mit Cavan
- 2002:  Ingrid Klimke mit Nector van het Carelshof
- 2003:  Ulla Salzgeber mit Wall Street
- 2004:  Beatriz Ferrer-Salat mit Beauvalais
- 2005:  Hubertus Schmidt mit Forest Gump NRW
- 2006:  Kyra Kyrklund mit Max (80,550 %)
- 2007:  Isabell Werth mit Warum nicht FRH (79,300 %)
- 2008:  Isabell Werth mit Warum nicht FRH (81,100 %)
- 2009:  Edward Gal mit Totilas (87,800 %)
- 2010:  Isabell Werth mit Satchmo (82,800 %)
- 2011:  Ulla Salzgeber mit Herzruf's Erbe (82,575 %)
- 2012:  Helen Langehanenberg mit Damon Hill NRW (86,775 %)
- 2013:  Helen Langehanenberg mit Damon Hill NRW (89,775 %)
- 2014:  Fabienne Lütkemeier mit D'Agostino FRH (80,600 %)
- 2015:  Beatriz Ferrer-Salat mit Delgado (83,300 %)
- 2016:  Isabell Werth mit Weihegold OLD (89,418 %)
- 2017:  Isabell Werth mit Weihegold OLD (87,575 %)
- 2018:  Isabell Werth mit Bella Rose (85,660 %)
- 2019:  Jessica von Bredow-Werndl mit TSF Dalera BB (88,440 %)
- 2022:  Ingrid Klimke mit Franziskus FRH (83,440 %)
- 2023:  Isabell Werth mit Emilio (86,880 %)

### Voltigieren
Seit 2001 sind auch die Voltigierer Teil der Stuttgart German Masters. Es wurde hierbei von 2001 bis 2005 drei Wertungsprüfungen – eine Pflicht-Prüfung, eine Kür-Prüfung und ein Pas de Deux durchgeführt. Dieser Modus erfolgte unter dem Namen "German Vaulting Masters" und wurde zuerst von Karstadt, später unter anderem von Rainbow Tours gesponsert. Hierbei starteten jeweils eine Einzelvoltigiererin und ein Einzelvoltigierer als Team-Partner.
2006 fanden die Stuttgart German Masters ohne Voltigier-Prüfungen statt. Ab 2007 zogen die Voltigierwettbewerbe in die benachbarte Porsche-Arena um. In den Jahren 2007 und 2008 gab es nur eine Kür-Voltigierprüfung, die für Mannschaften ausgeschrieben war.
2009 versuchte man an alte Traditionen anzuknüpfen: Der Preis wurde für Pas de Deux (bevorzugt eine Einzelvoltigiererin und ein Einzelvoltigierer) ausgeschrieben und in die Hanns-Martin-Schleyer-Halle zurückverlegt. Die Paare traten zu zwei Wertungsprüfungen (Kür) an, die in einer Gesamtwertung zusammengefasst wurden. Im Jahr 2010 waren die Voltigierwettbewerbe erstmals international (als CVI 2*) ausgeschrieben.
2013 war der Pas de deux Teil der neugeschaffenen Pas de deux-Wertung des FEI-Weltcups Voltigieren. Im Jahr 2014 war der Pas de deux zunächst auch als Teil des Weltcups vorgesehen. Es gab jedoch kein Paar der Weltcupsaison in Stuttgart seine Nennung ab, somit wurde die Ausschreibung zu einer CVI Master Class abgewandelt. Da das Voltigier-Weltcupreglement ab der Saison 2015/2016 Wettbewerbe auch für Einzelvoltigierer zwingend vorschrieb, zog sich Stuttgart zurück und verzichtete auf Voltigierprüfungen.
Sieger:
- 2001:  Nadia Zülow und  Jan Bayer mit Rubins Universe, Longenführerin: Agnes Werhahn
- 2002:  Nicola Ströh und  Kai Vorberg mit Picasso, Longenführerin: Kirsten Graf
- 2003:  Nadia Zülow und  Jan Bayer mit Rubins Universe, Longenführerin: Annika Speck
- 2004:  Nicola Ströh und  Kai Vorberg mit Picasso, Longenführerin: Kirsten Graf
- 2005:  Nicola Ströh und  Kai Vorberg mit Picasso, Longenführerin: Kirsten Graf
- 2006: nicht ausgetragen
- 2007:  Pegasus Voltigier- und Reitverein Mühlacker e. V., Pferd: Captain Kirk, Longenführerin: Karin Kiontke
- 2008:  Reit- und Fahrverein Leonberg e. V., Pferd: Leon, Longenführer: Wolfgang Renz
- 2009:  Kathi Nell und  Luci Bernhard mit Valeccito, Longenführerin: Edith Kermer-Berger
- 2010:  Theresa-Sophie Bresch und  Daniel Rein mit Cyrano, Longenführerin: Doris Marquart
- 2011:  Anna Kraft und  Florian Kraft mit Rocky, Longenführerin: Anne Sümnik
- 2012:  Jasmin Linder und  Lukas Wacha mit Elliot, Longenführer: Klaus Haidacher
- 2013:  Cassidy Palmer und  Kimberly Palmer mit Leon, Longenführer: Wolfgang Renz
- 2014:  Jolina Döller-Ossenberg und  Timo Gerdes mit Dragoner, Longenführerin: Claudia Ossenberg-Engels

### German Master der Dressurreiter
Die Prüfung um den "German Master" der Dressurreiter ist mit einer Dotation von 34.000 € (Stand 2023) die zweithöchstdotierte Dressurprüfung der Stuttgart German Masters. Sie wird am Sonntagvormittag ausgetragen. Es handelt sich bei dieser Dressurprüfung um einen international ausgeschriebenen Grand Prix Spécial.
Die Entscheidung um den German Master der Dressurreiter findet seit den ersten Turnier 1985 jährlich statt.
Sieger:
- 1985:  Udo Lange mit Fashion
- 1986:  Margit Otto-Crépin mit Corlandus
- 1987:  Margit Otto-Crépin mit Corlandus
- 1988:  Nicole Uphoff mit Rembrandt
- 1989:  Nicole Uphoff mit Rembrandt
- 1990:  Nicole Uphoff mit Rembrandt
- 1991:  Nicole Uphoff mit Rembrandt
- 1992:  Nicole Uphoff mit Rembrandt
- 1993:  Monica Theodorescu mit Grunox
- 1994:  Nicole Uphoff-Becker mit Rembrandt
- 1995:  Nicole Uphoff-Becker mit Rembrandt
- 1996:  Isabell Werth mit Gigolo FRH
- 1997:  Isabell Werth mit Gigolo FRH
- 1998:  Isabell Werth mit Gigolo FRH
- 1999:  Isabell Werth mit Gigolo FRH
- 2000:  Ulla Salzgeber mit Rusty
- 2001:  Ulla Salzgeber mit Rusty
- 2002:  Lisa M. Wilcox mit Relevant
- 2003:  Ulla Salzgeber mit Rusty (80,480 %)
- 2004:  Martin Schaudt mit Weltall (80,920 %)
- 2005:  Martin Schaudt mit Weltall (77,560 %)
- 2006:  Isabell Werth mit Satchmo (78,480 %)
- 2007:  Isabell Werth mit Satchmo (78,240 %)
- 2008:  Isabell Werth mit Satchmo (79,360 %)
- 2009:  Laura Bechtolsheimer mit Mistral Hojris (76,542 %)
- 2010:  Isabell Werth mit El Santo NRW (76,875 %)
- 2011:  Isabell Werth mit El Santo NRW (77,867 %)
- 2012:  Anabel Balkenhol mit Dablino FRH (75,933 %)
- 2013:  Isabell Werth mit Don Johnson FRH (77,333 %)
- 2014:  Isabell Werth mit Bella Rose (81,941 %)
- 2015:  Isabell Werth mit Emilio (77,824 %)
- 2016:  Isabell Werth mit Emilio (80,000 %)
- 2017:  Isabell Werth mit Don Johnson FRH (77,941 %)
- 2018:  Isabell Werth mit Emilio (79,872 %)
- 2019:  Isabell Werth mit Emilio (79,489 %)
- 2022:  Matthias Alexander Rath mit Destacado FRH (75,234 %)
- 2023:  Isabell Werth mit Superb (74,213 %)

### Großer Preis von Stuttgart
Der Große Preis von Stuttgart ist die höchstdotierte Prüfung der Stuttgart German Masters. Er wird als letzte reguläre Prüfung des Turniers am Sonntagnachmittag ausgetragen. Er war 2023 mit 170.000 € Preisgeld dotiert. Es handelt sich hierbei um eine internationale Springprüfung mit Stechen.
Der Große Preis von Stuttgart ist eine Wertungsprüfung der Westeuropaliga des Springreiterweltcups. Der Große Preis wird seit 1985 ausgetragen.
Sieger:
- 1985:  Philipp Rozier mit Jiva
- 1986:  Gail Greenough mit Mister T
- 1987:  Thomas Frühmann mit Grandeur
- 1988:  John Whitaker mit Milton
- 1989:  Ian Millar mit Big Ben
- 1990:  Jos Lansink mit Egano
- 1991:  Nick Skelton mit Alan Paul Werra
- 1992:  Lisa Jacquin mit For the Moment
- 1993:  Markus Beerbaum mit Almox Alex
- 1994:  Ludger Beerbaum mit Ratina Z
- 1995:  Nick Skelton mit Dollar Girl
- 1996:  Franke Sloothaak mit Joly Coeur
- 1997:  John Whitaker mit Welham
- 1998:  Hugo Simon mit E.T. FRH
- 1999:  Helena Weinberg mit Little Gun
- 2000:  Ludger Beerbaum mit Gladdys S
- 2001:  Michael Whitaker mit Handel II
- 2002:  Ludger Beerbaum mit Gladdys S
- 2003:  Malin Baryard mit Butterfly Flip
- 2004:  Ulrich Kirchhoff mit Carino
- 2005:  Marcus Ehning mit Gitania
- 2006:  Meredith Michaels-Beerbaum mit Shutterfly
- 2007:  Meredith Michaels-Beerbaum mit Shutterfly
- 2008:  Meredith Michaels-Beerbaum mit Shutterfly
- 2009:  Ludger Beerbaum mit Gotha
- 2010:  Carsten-Otto Nagel mit Corradina
- 2011:  Ludger Beerbaum mit Gotha FRH
- 2012:  Kevin Staut mit Silvana
- 2013:  Hans-Dieter Dreher mit Embassy II
- 2014:  William Whitaker mit Fandango
- 2015:  Christian Ahlmann mit Codex One
- 2016:  Christian Ahlmann mit Taloubet Z
- 2017:  Steve Guerdat mit Hannah
- 2018:  Pieter Devos mit Apart
- 2019:  Pieter Devos mit Apart
- 2022:  Richard Vogel mit United Touch S
- 2023:  Kevin Staut mit Beau de Laubry Z